# Edward Van Robays
Edward Van Robays (Egem, 2 februari 1855 - Barhamur, Indië, 30 mei 1906) was een Belgisch rooms-katholiek priester, wiskundeleraar, Vlaams voorman, jezuïet en missionaris.

## Levensloop
Edward Van Robays was een zoon van de timmerman Leonardus Van Robays (1821-1887) en van Rosalia Fraeye. Hij werd tot priester gewijd in Brugge op 22 mei 1880 en studeerde verder pedagogie in Leuven. Begin van het schooljaar 1881 werd hij leraar wiskunde aan het Sint-Lodewijkscollege. Hij zette zich in, samen met Jules Delorge, leraar aan het kleinseminarie in Roeselare, voor de vernederlandsing van de wiskundige vaktaal. Hij schreef hierover bijdragen in Rond den Heerd.
Samen met de drukker Karel Beyaert-Storie en pastoor Tahon van Eernegem, stichtte Van Robaeys in 1885 de Eigenaars- en Landbouwersbond, een organisatie van landbouwers en grondbezitters, die standhield tot in 1992. 
Toen in 1890 zijn vriend Emiel Demonie overleed, werd Van Robays uitgenodigd om, in zijn opvolging, toe te treden tot De Swighende Eede, de geheime vriendengroep rond Hugo Verriest, die als een soort beschermgroep optrad voor de Vlaamsgezinde studentenactiviteiten. Dit betekende onder meer het beschermen van De Vlaamsche Vlagge, waar Van Robays ook bij de redactie betrokken was.
Was het omdat hij een moeilijke relatie had met bisschop Johannes Faict of was het omdat hij een jeugddroom wilde realiseren, feit is dat Van Robays in september 1892 intrad bij de jezuïeten en twee jaar later als missionaris vertrok naar West-Bengalen. Na twaalf jaar missionariswerk overleed hij er. Hij was pas eenenvijftig.

## Van Robays en Guido Gezelle
De aanvankelijke relatie tussen de priester-dichter Guido Gezelle en Van Robays leek moeizaam. Gezelle had in 1885 een redevoering gehouden in Tielt ter nagedachtenis van Leonard De Bo. Hierin had hij kritiek geleverd op de extremisten in de studentenbeweging, die hij 'ruitentikkers' had genoemd. Van Robays had deze bolwassing niet geapprecieerd en liet het weten. Toen op 17 september 1887 de vader van Eduard overleed, schreef Gezelle niettemin het gedicht voor het bidprentje. 
In die jaren behoorde Van Robays, samen met Emiel Demonie, tot de kleine vriendengroep rond Gezelle, die het idee van de Dietsche Biehalle wilde realiseren, en toen dat niet lukte de publicatie van een literair en historisch tijdschrift voorbereidde, onder de door Gezelle gekozen naam Biekorf. Op een vooravond in de lente van 1889 kwam een groepje vrienden samen op de kamer van Edward Van Robays in het Sint-Lodewijkscollege. Het ging alvast om Emiel Demonie (1846-1890), Auguste Van Speybrouck (1843-1922), Jan Craeynest (1858-1929) en wellicht nog een paar anderen. Ze beschouwden zich als de uitvoerders van een idee van Guido Gezelle. 
Toen de aangeduide hoofdredacteur Demonie onverwacht ziek werd en overleed, viel de plicht op Van Robays om de voorbereidingen verder door te zetten. Begin 1890 verscheen het eerste nummer.